# ヘンリー男爵
ヘンリー男爵（Baron Henley）は、イギリスの男爵位。過去に二回創設されており、外交官モートン・イーデンが1799年に叙された第2期のアイルランド貴族ヘンリー男爵位が現存している。

## 歴史

### 第1期のヘンリー男爵とノーティントン伯爵
法律家でバース選挙区選出のホイッグ党の庶民院議員でもあったロバート・ヘンリー(1708–1772)は、1760年5月27日にグレートブリテン貴族爵位のサウサンプトン州におけるヘンリー卿・ヘンリー男爵(Lord Henley, Baron Henley of Grainge in the County of Southampton)に叙せられ、1761年から1766年にかけて大法官を務めた。その在職中の1764年5月19日にグレートブリテン貴族爵位サウサンプトン州におけるノーティントンのノーティントン伯爵(Earl of Northington, of Northington in the County of Southampton)に叙せられ、1766年から1767年にかけては枢密院議長を務めた。
その息子である2代ノーティントン伯爵ロバート・ヘンリー(1747–1786)も襲爵前にハンプシャー選挙区選出のホイッグ党所属の庶民院議員に選出され、財務省出納官を務めていた。1772年に襲爵した後、1783年から1784年にかけてアイルランド総督に就任した。しかし子供がなかったため、彼の死とともにノーティントン伯爵位と第1期のヘンリー男爵位は廃絶した。

### 第2期のヘンリー男爵とノーティントン男爵

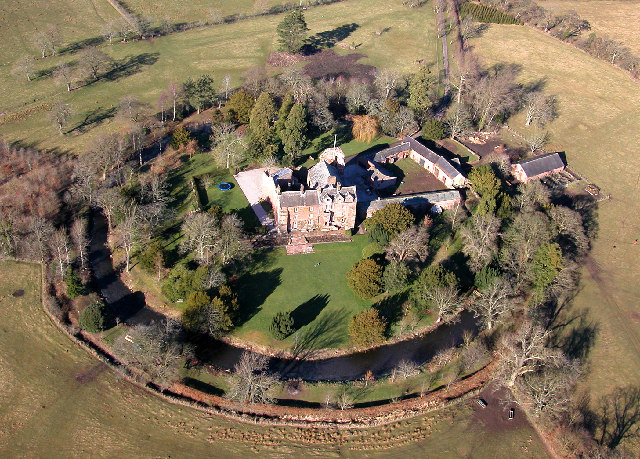
ヘンリー男爵家(第2期)の邸宅であるスケールビー城

第3代準男爵サー・ロバート・イーデンの八男で、第1期の初代ヘンリー男爵（初代ノーティントン伯爵）の五女エリザベス・ヘンリー(Elizabeth Henley, 1757-1821)と結婚したモートン・イーデン(1752–1830)は、外交官として欧州各国駐在の公使や大使を歴任し、1799年11月9日にはアイルランド貴族爵位ドーセット州におけるチャードストックのヘンリー男爵(Baron Henley, of Chardstock in the County of Dorset)に叙せられた。
その息子である第2代ヘンリー男爵ロバート・ヘンリー (1789–1841)は、襲爵前にフォーウィー選挙区から選出されてトーリー党の庶民院議員を務め、1830年に襲爵した後、1831年に勅許を得て姓を母方のヘンリーに改姓した。
その息子である第3代ヘンリー男爵アーサー・ヘンリー(1825–1898)は、襲爵前にノーサンプトン選挙区選出の庶民院議員を務め、1885年6月28日には連合王国貴族爵位ノーサンプトン州におけるワトフォードのノーティントン男爵(Baron Northington, of Watford in the County of Northampton)に叙せられ、貴族院議員に列した。
その末息子で第6代ヘンリー男爵を継承するフランシス(1877–1962)は、1925年12月に平型捺印証書で姓をヘンリーからイーデンに戻した。
その息子である7代ヘンリー男爵マイケル・イーデン(1914–1977)は、自由党の幹部であり、党のプレジデント(President)やチェアマン(Chairman)を務めた。
2019年現在の当主はその息子である第8代ヘンリー男爵オリヴァー・イーデン(1953-)。現当主は1999年の貴族院改革で世襲貴族の議席が92議席に限定された後も世襲貴族枠の貴族院議員に選び残された。

## 一覧

### ヘンリー男爵 第1期 (1760年)

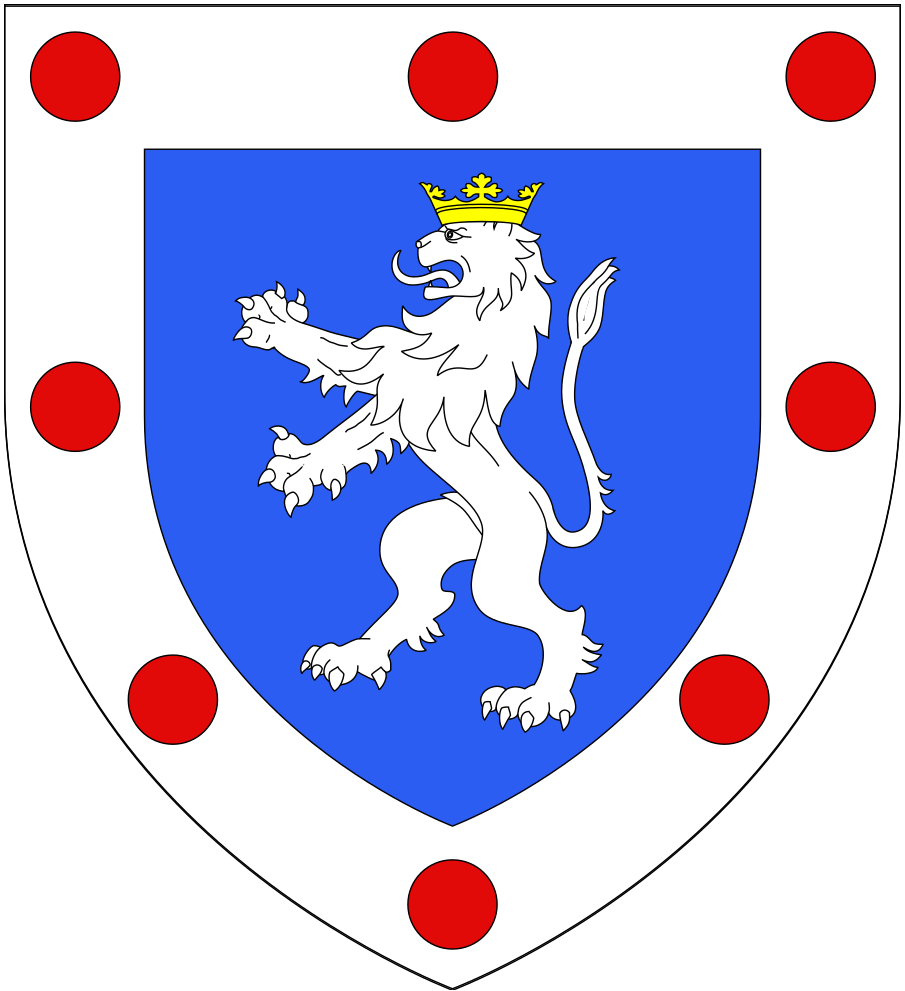
ヘンリー男爵家(第1期)の紋章のエスカッッシャン部分

- 初代ヘンリー男爵ロバート・ヘンリー (Robert Henley, 1708–1772)
  - 1764年にノーティントン伯爵に叙される

#### ノーティントン伯爵 (1764年)
- 初代ノーティントン伯爵ロバート・ヘンリー (Robert Henley, 1708–1772)
- 2代ノーティントン伯爵ロバート・ヘンリー (Robert Henley, 1747–1786) 先代の息子
  - 彼の死ととも廃絶

### ヘンリー男爵 第2期 (1799)
- 初代ヘンリー男爵モートン・イーデン (Morton Eden, 1752–1830)
- 2代ヘンリー男爵ロバート・ヘンリー・ヘンリー（英語版） (Robert Henley Henley, 1789–1841) 先代の息子
- 3代ヘンリー男爵・初代ノーティントン男爵アーサー・ヘンリー・ヘンリー（英語版） Anthony Henley Henley, 1825–1898) 先代の息子
- 4代ヘンリー男爵・2代ノーティントン男爵フレデリック・ヘンリー・ヘンリー（英語版） (Frederick Henley Henley, 1849–1923) 先代の息子
- 5代ヘンリー男爵・3代ノーティントン男爵アンソニー・エルンスト・ヘンリー・ヘンリー（英語版） (Anthony Ernest Henley Henley, 1858–1925) 先代の弟
- 6代ヘンリー男爵・4代ノーティントン男爵フランシス・ロバート・イーデン（英語版） (Francis Robert Eden, 1877–1962) 先代の弟
- 7代ヘンリー男爵・5代ノーティントン男爵マイケル・フランシス・イーデン（英語版） (Michael Francis Eden, 1914–1977) 先代の息子
- 8代ヘンリー男爵・6代ノーティントン男爵オリヴァー・マイケル・ロバート・イーデン（英語版） (Oliver Michael Robert Eden, 1953-) 先代の息子
  - 法定推定相続人は現当主の息子ジョン・マイケル・オリヴァー・イーデン閣下 (the Hon. John Michael Oliver Eden 1988-)